# Kreuzberg (Gemeinde Bischofshofen)
Kreuzberg ist ein Ort im Salzachtal (Ennspongau) im Land Salzburg wie auch Ortschaft der Stadtgemeinde Bischofshofen, im Bezirk Sankt Johann (Pongau).

## Geographie
Der Ort befindet sich 9 Kilometer nördlich von St. Johann, direkt nordöstlich oberhalb der Stadt Bischofshofen.
Die zerstreuten Häuser Kreuzberg liegen am Fuß des Buchbergs (1154 m ü. A.), einem Vorberg des Hochgründeckmassivs der Fritztaler Berge. Sie verteilen sich von der Talaue nördlich Bischofshofen auf etwa 540 m ü. A. Höhe bis hinauf an die nordwestliche Talschulter des Buchbergs auf um die 760 m ü. A.
Die Ortschaft umfasst etwa 70 Gebäude mit gut 250 Einwohnern, hauptsächlich in der Ortslage Lehen, sowie in Sankt Rupert (Missionshaus).
Das Ortschaftsgebiet erstreckt sich vom rechten Salzachufer bis zur Halbinsel Sinnhubschlössl an der Mündung des Fritzbachs über etwa 4½Kilometer bis hinauf knapp unterhalb des Buchberggipfels. Im Tal gehören dazu auch die Kleingartenanlage Maximiliansiedlung und das Freizeitgelände.
| ∗                        | Ellmauthal (O, Gem. Hüttau)                 | Pöham (Gem. Bischofshofen und O, Gem. Pfarrwerfen) |
|                          | Kompassrose, die auf Nachbargemeinden zeigt | Winkl (O)                                          |
| Bischofshofen (Stadt, O) | Buchberg (O)                                |                                                    |

∗ Die Ortschaften Reitsam (Gemeinde Werfen) und Gainfeld am anderen Salzachufer grenzen nicht direkt an, da sich dort die Ortschaft Bischofshofen dazwischenschiebt.

## Geschichte, Infrastruktur und Sehenswürdigkeiten
Schon prähistorische Besiedelung ist am Sinnhubschlössl belegt, eine Bergbausiedlung, die heute als Naturdenkmal ausgewiesen ist, der wohl kontemporäre Abbau von Kupfer am Buchberg ist ebenfalls nachgewiesen. Auch der anschließende eigentliche Kreuzberg, die eiszeitliche Talterrasse zwischen Salzach und Fritzbach, ist ein Naturdenkmal. Hier stand der heute abgekommene Hof Groß Kreutzberg.
Schon um 1200 (urkundlich 1370) wurde die Buchbergkirche hll. Primus und Felizian auf der Talschulter errichtet. Ein mittelalterlicher Schurfbau ist in Lehen in Resten erhalten.
1620 ist der Ort mit 17 Häusern genannt.
Die Urhöfe sind Großmair, Mairhof, Mittermair, Neumair, allesamt Meierhöfe des Kastenhofs der Chiemseer Bischöfe zu Bischofshofen, sowie Moos (Kreuzberg 12) und Platten (Kreuzberg 4).
Ursprünglich gehörte der ganze Raum mit Winkl, Alpfahrt und Kreuzberg zur Pfarrei Werfen, mit Schaffung der Ortsgemeinden 1848/50 wurde die Steuergemeinde Winkl ein Teil der Gemeinde Pfarrwerfen.
Bis 1875 wurde die Giselabahn (Salzburg-Tiroler-Bahn) und die Kronprinz-Rudolf-Bahn (heutige Ennstalbahn Richtung Radstadt) erbaut. Dazu wurde für beide Bahnen ein Tunnel unter Kreuzberg gegraben, für die erstere der 327 m lange Rupertus-Tunnel unter dem Kreuzberg, für die zweitere der 711 m lange Kreuzberg-Tunnel unter dem heutigen St. Rupert. Die beiden Bahnen laufen schon mit zwei eigenen Brücken über die Salzach, und die Ennstalbahn biegt im Tunnel in das Fritztal ein. Zwischen den beiden entstand in der Bischofshofener Au eine Kleingartensiedlung, die Maximiliansiedlung, und Folge das heutige Freizeitgelände Bischofshofen mit Fußballplatz, Beachvolleyballplatz, Kinderspielareal, großzügigen Spielwiesen und dem Freibad.
1904 ließen sich die Steyler Missionare beim alten Gehöft Klein Kreutzberg nieder, und begründeten das Missionshaus St. Rupert mit der Missionskirche (Kreuzbergkirche) und dem heutigen Gymnasium.
1938, nach dem Anschluss, als vielerorts Großgemeinden gebildet und Gemeindegrenzen verschoben wurden, sind die Gemeinden Pfarrwerfen und Werfenweng unter dem neuen Gemeindenamen Dorfwerfen zusammengelegt wurden. Gleichzeitig wurde die Katastralgemeinde Winkl mit den Ortschaften Alpfahrt, Winkl und Kreuzberg von Pfarrwerfen abgetrennt und der Gemeinde Bischofshofen eingemeindet. Nach dem Krieg wurde Werfenweng 1948 wieder eine eigenständige Gemeinde, die Katastralgemeinde Winkl verblieb bei Bischofshofen.
1959 wurde der letzte Bergbau am Buchberg eingestellt.
1979 wurde die Tauernautobahn (A10) mit dem Baulos durchs Fritztal nach Eben fertiggestellt.
Bis 1986 wurde dann die Pinzgauer Straße (B 311) als Umfahrung Bischofshofen über Buchberg und Kreuzberg heraufgezogen, und es entstand bei Ellmauthal auf der anderen Fritztalseite die Anschlussstelle Bischofshofen (heute Knoten Pongau). Mit der Übergabe der ehemaligen Bundesstraßen in Landesverwaltung 2002 wurde das Teilstück der B311 ein nicht näher bezeichneter Teil der A10 (Zubringer Bischofshofen, inoffiziell auch A10a genannt), blieb also in Verwaltung der Asfinag.
Anschlussstelle Bischofshofen heißt seither die Anbindung der Hochkönig Straße (B164) unten im Tal südlich Bischofshofen.
In Folge wurde auch die Anschlussstelle Bischofshofen-Nord  erweitert, als Halbanschluss Richtung Knoten, der heute St. Rupert heißt. Im Zuge dessen wurde auch die Straße vom Anfang der Katschbergstraße (B 99, von der Salzachtal Straße B159 durchs Fritztal) herauf, der Güterweg Kreuzberg, die einzige Zufahrt nach Kreuzberg, auf den ersten etwa 5 Kilometer als Autobahnzubringer ausgebaut. Die Anschlussstelle hat nur lokale Bedeutung.
Über Kreuzberg führt der St.-Rupert-Pilgerweg vom Hochgründeckgipfel und dem Heinrich-Kiener-Haus mit der St. Vinzenz Friedenskirche über die kleine Hörndlkapelle am Buchberggipfel ins Tal zum Missionshaus St. Rupert und nach Bischofshofen (Route 3, Etappe 17).

Im Talgrund passiert der Tauernradweg.
Die vorhandenen Bergbaureste und Geotope im Raum sollen im Rahmen des geplanten Geoparks Erz der Alpen erfahrbar gemacht werden.